# (7290) Johnrather
(7290) Johnrather (1991 JY1) – planetoida z pasa głównego asteroid okrążająca Słońce w ciągu 4,09 lat w średniej odległości 2,56 j.a. Odkryta 11 maja 1991 roku.